# 金津三国線
金津三国線（かなづみくにせん）は、日本国有鉄道が福井県北部で運行していた自動車路線（国鉄バス）である。1987年（昭和62年）1月31日付で廃止された。

## 概要
北陸本線金津駅（現・芦原温泉駅） - 芦原駅（現・えちぜん鉄道あわら湯のまち駅）間を結んでいた国鉄三国線が、いわゆる赤字83線区廃止対象として1972年（昭和47年）3月1日限りで廃止されたことに伴い、代替路線として運行を開始した路線である。他の国鉄バス路線とは接続していない独立線区ではあったものの、延長約4.7kmと短く、支線もない小規模な路線であったことから、同じ福井県内で最も近い大野自動車営業所の管轄下に置かれることとなり、沿線に同営業所の出先機関が設置されて乗務員と車両が配置された。
三国線の当線への輸送転換と併せて、金津駅が特急停車駅として整備され、芦原温泉駅となった。当線は芦原温泉の温泉街への最短ルートとして行楽客輸送などを行った。
国鉄分割民営化に際し、小規模な独立線区だった当線は、大野自動車営業所所管の他の路線とともに廃止の対象となり、1987年（昭和62年）1月31日付で廃止され、京福電気鉄道のバス路線に引き継がれた。以後は同社の芦原地区の路線網に組み込まれ、金津・東尋坊線として運行されている。

## 路線
- 芦原温泉駅 - 芦原湯町駅
  - 全線の所要時間は約10分であった[7]。1984年の時点では、1日25往復が運行されていた[2]。

## 運行していた地域
- 福井県坂井郡金津町（路線廃止当時）
- 福井県坂井郡芦原町（路線廃止当時）

## 自動車駅
1985年（昭和60年）6月1日時点
- 芦原湯町駅
  - 京福電気鉄道三国芦原線の駅に併設。1975年（昭和50年）に建て替えられ、同駅との合築駅舎となった。

## 車両
- 当線は延長も短く、かつ両終端駅とも出札機能のある有人駅であった。1980年代の当線では、前中扉の5型大型車を使用し、前乗り中降り方式で運行されていた[9]。

## 歴史
- 1972年（昭和47年）3月1日 - 国鉄三国線の廃止に伴い、代替路線として金津 - 芦原湯町間で開業。
- 1972年（昭和47年）3月15日 - 金津駅を芦原温泉駅に改称。
- 1975年（昭和50年） - 芦原湯町駅駅舎建て替え（京福電気鉄道三国芦原線の駅との合築）。
- 1987年（昭和62年）1月31日 - 全線廃止。京福電気鉄道の一般路線バスにより代替。